# 11194 Mirna
11194 Mirna este un asteroid din centura principală de asteroizi.

## Descriere
11194 Mirna este un asteroid din centura principală de asteroizi. A fost descoperit pe 16 decembrie 1998 la Visnjan de Korado Korlević. El prezintă o orbită caracterizată de o semiaxă mare de 2,26 ua, o excentricitate de 0,07 și o înclinație de 4,3° în raport cu ecliptica.